# كيجي أوتاني
كيجي أوتاني (باليابانية: 大谷 圭志) (مواليد 17 أبريل 1983)، هو لاعب كرة قدم ياباني سابق كان يلعب كلاعب وسط.

## وصلات خارجية
- كيجي أوتاني على موقع رابطة كرة القدم اليابانية للمحترفين (اليابانية)